# Tonight (canção de Jonas Brothers)
"Tonight" (em português:  Hoje À Noite) é uma canção da banda americana Jonas Brothers, lançada como terceiro single de seu terceiro álbum de estúdio, A Little Bit Longer. Disponibilizada para download digital, a canção debutou na #8 da Billboard Hot 100 em 7 de agosto de 2008.
O lançamento da canção como  single foi confirmado no 36º American Music Awards, eles também interpretaram a música durante a cerimônia. Eles confirmaram que o videoclipe já havia sido filmado e que seria enviado para as prinipais rádios no início de Janeiro. O single foi lançado em 4 de janeiro de 2009, e o videoclipe em 19 de janeiro de 2009.

## Sobre a Música
Foi composta por Nick Jonas depois de uma discussão por telefone.
"Eu não queria brigar mais pois estávamos somente nos machucando, então me despedi e desliguei o telefone e comecei a compor essa música. Levou um bom tempo pois eu tinha muito a dizer mas acabei resumindo as palavras"-Nick Jonas

## Precedentes e recepção da crítica
De acordo com o podcast Jonas Brothers Countdown to A Little Bit Longer publicado pela banda no iTunes, Nick Jonas falou que"essa canção é sobre estar em um relacionamento com alguém e entrando em discussões que não vão dar certo esta noite. É também uma das minhas canções favoritas do álbum".
Ken Barnes, do USA Today, chamou a canção de "pandemicamente contagiosa". Glenn Gamboa, do Newsday, assimilou a canção com as do Fall Out Boy, chamando-a de "polida, adrenalizada com um pop boa vida".

## Videoclipe
O videoclipe de "Tonight" foi dirigido por Bruce Hendricks, diretor do filme Jonas Brothers: The 3D Concert Experience. Contém cenas do filme 3D, incluindo concertos e backstage, assim como interação com fãs.

## Performance nas paradas musicais
"Tonight" foi lançada em 29 de julho de 2008 no iTunes Store e logo após alcançou a primeira posição no iTunes Top Songs Chart. Foi a terceira canção de A Little Bit Longer que alcançou a primeira posição na parada.
Com cerca de 131.000 downloads em sua primeira semana de lançamento, "Tonight" foi a maior estréia da banda no Billboard Hot 100, chegando à oitava posição em 16 de agosto de 2008, sem um lançamento oficial como single. Os Jonas Brothers se tornaram os primeiros artistas a ter duas canções estreando no top 10 da parada musical no mesmo ano, desde Madonna, em 1998. Na semana seguinte, "Tonight" caiu para a na posição 74#.
A música entrou novamente na Billboard Hot 100 em 26 de fevereiro de 2009, na posição #89, com a propaganda do filme Jonas Brothers: The 3D Concert Experience. 

## Paradas musicais
| Parada (2008-2009) | Melhor posição |
| ------------------ | -------------- |
| Canadian Hot 100   | 13             |
| Billboard Hot 100  | 8              |
| Billboard Pop 100  | 22             |

## Remixes
- "Tonight" (Timbaland Remix) – 3:42